# Cystite interstitielle
 (août 2013).
 Mise en garde médicale
Le syndrome de la vessie douloureuse ou la cystite interstitielle connue sous le nom de Interstitial cystitis pour IC, possède plusieurs références anglophones. C'est une maladie méconnue et souvent mal diagnostiquée qui touche la vessie, la région pelvienne et le méat urinaire. La paroi de la vessie est normalement recouverte d'une couche de protection qui fait écran entre l'urine et le tissu de la vessie. Avec l'IC, la paroi de protection de la vessie s'amincit. Ainsi l'acidité de l'urée contenue dans l'urine donne un sentiment de brûlure dans les régions vésicales et pelviennes,,.

## Causes
Cette maladie ne semble pas se caractériser par une cause qui rassemble tous les patients. Chez chaque patient des causes : d'hérédité, de génétique, de bactéries et d'infections sont explorées. Cette maladie touche généralement les femmes, mais les hommes et les enfants de tous les âges semblent aussi en souffrir. Des analyses et des cultures urinaires sont prélevées. Les résultats sont toujours négatifs, donc il n'y a pas de problème dans l'urine. Aucun antibiotique ne peut traiter les cystites interstitielles.

## Pilule/traitement
Cette maladie est actuellement considérée comme incurable. Les patients souffrant de l'IC doivent être suivis par un urologue. Chaque patient est unique, sa douleur, ses symptômes, ses besoins sont difficiles à régler. Chez un même patient, dans une même journée, il passe à travers plusieurs niveaux de douleur: de faible à élevé. La durée d'une séquence de douleur aiguë est variable d'une fois à l'autre chez les patients ayant l'IC. Pour donner du répit au patient, l'urologue prescrira sur une base quotidienne un narcotique pour agir sur la douleur. Les narcotiques peuvent être prescrits à différentes doses et plus d'une fois par jour. Les médicaments spécialement destinés aux patient souffrant de l'IC comme Elmiron, Cysta-Q ou Élavil agissent sur les fréquentes envies d'uriner et une reconstruction des parois de protection de la vessie. Ensuite, il y a des traitements de Rimso 50. Dans une clinique, une infirmière injecte par cathéter urinaire le traitement liquide de Rimso, après avoir vidé la vessie de son urine. Le cathéter est inséré dans le méat urinaire. Le patient doit conserver le liquide dans sa vessie. La période varie chez chaque patient, selon les attentes, la douleur et la capacité de se retenir.

### Nourriture
Pour certains patients, des changements dans l'alimentation peuvent aider à diminuer la douleur causée par la cystite interstitielle.
1. Éliminer la caféine contenue dans le café, chocolat chaud et les boissons énergétiques.
2. Éliminer progressivement le thé vert et le thé commun.
3. Diminuer progressivement la quantité de jus d'orange, d'agrumes et de petits fruits sauvages, fraises, framboises, etc.
4. De façon générale, il faut ingérer les fruits en toutes petites quantités, parmi les suivants : poire, pommes tranchées et bleuets.
5. Certaines patientes démontrent une vive douleur avec l'absorption des bananes.
6. Alcool: bière, vin et spiritueux sont défendus.
7. Les aliments sucrés artificiellement : aspartame, saccharine et sucralose.

## Symptômes
Les malades souffrent d'un mélange de symptômes, c'est ce mélange qui cause de la difficulté aux médecins à trouver le bon diagnostic. Il y a notamment :
- de l'inconfort au moment d'uriner
- de la douleur dans la région pelvienne
- douleur dans la vessie
- de la douleur lors des rapports sexuels
- des douleurs aiguës dans le méat urinaire à la miction
- urgence à uriner
- fréquentes envies d'uriner.

La fréquence des envies d'uriner varie selon la journée et le patient, de 5 minutes à 2 heures, le jour ou la nuit. La prise de médicaments devient alors nécessaire. D'autre part, certaines journées peuvent s'avérer être un véritable enfer pour la personne souffrant d'IC. En effet, prendre une douche, aller aux toilettes ou s'alimenter se révèlent être un gros défi. Aussi, avoir des rapports sexuels devient difficile, car l'entrée du vagin est douloureuse et la paroi de la vessie touche celle de l'utérus.